# Lythria pseudotypica
Lythria pseudotypica är en fjärilsart som beskrevs av Heydemann 1936. Lythria pseudotypica ingår i släktet Lythria och familjen mätare. Inga underarter finns listade i Catalogue of Life.